# Tammy Townsend
Tamara "Tammy" Townsend (Los Ángeles, California; 17 de agosto de 1970) es una actriz y cantante estadounidense conocida por interpretar a Wendy Reardon en la telenovela de NBC Days of Our Lives (1994-1996); y a Greta McClure, la novia de Eddie en la comedia de situación Cosas de casa de ABC/CBS (1995–1998). En 1987, Townsend fue coronada Miss Talented Teen California. Desde 2015 hasta 2018 interpretó a Kira Cooper en la serie de Disney Channel K.C. Undercover.

## Primeros años
Townsend nació en Los Ángeles, California, es hija de Anorene, una diseñadora de interior afroestadounidense, y Thomas Townsend, un juez inglés con ascendencia de yugoslavo. Townsend de graduó en 1988 en el Los Angeles County High School for the Arts.

## Carrera
Townsend empezó su carrera como actriz en 1985, apareciendo en episodios de series de televisión como Diff'rent Strokes y Charles in Charge. 
De 1994 a 1996, interpretó a Wendy Reardon en la telenovela de NBC, Days of Our Lives.
De 1995 a 1998, Townsend interpretó el papel recurrente de Greta McClure en la comedia de situación Cosas de casa. 
En 1997, tuvo el papel principal en la película de comedia The Pest, protagonizada por John Leguizamo. Más tarde es la estrella invitada en las series The Practice, Felicity, Walker, Texas Ranger, Friends y CSI: Crime Scene Investigation. Townsend fue miembro del reparto en las comedias Rock Me, Baby (2003-2004) y Sherri (2009). Ha tenido papeles recurrentes en Lincoln Heights, Switched at Birth y The Client List. En 2015,  empezó a interpretar a Kira Cooper, la madre del personaje principal Zendaya, en la comedia de Disney Channel K. C. Agente especial.

## Filmografía

### Películas
| Año  | Título                            | Papel                               |
| ---- | --------------------------------- | ----------------------------------- |
| 1991 | The Five Heartbeats               | Integrante del grupo Matthew's Kids |
| 1995 | The Brady Bunch Movie             | Danielle                            |
| 1995 | Divas                             | Lynette                             |
| 1997 | The Pest                          | Xantha Kent                         |
| 2000 | Playing Mona Lisa                 | Alice                               |
| 2003 | Love Chronicles                   |                                     |
| 2005 | The Fabric of a Man               |                                     |
| 2010 | My Girlfriend's Back              |                                     |
| 2010 | Preacher's Kid                    | Desiree                             |
| 2010 | Love Chronicles: Secrets Revealed | Asia                                |
| 2010 | Love Me or Leave Me               | Dominique Adams                     |
| 2012 | To Love and to Cherish            | Jasmine                             |
| 2012 | Love Overboard                    | Patrice                             |
| 2012 | The Mistle-Tones                  | Grace                               |
| 2014 | Daddy's Home                      |                                     |
| 2015 | If Not for His Grace              | Ruth Randolph                       |

### Televisión
| Año       | Título                            | Papel                    | Notas                                                     |
| --------- | --------------------------------- | ------------------------ | --------------------------------------------------------- |
| 1985      | Diff'rent Strokes                 | Sara                     | Episodio: "Beauty Is in the Eye of Arnold"                |
| 1987      | Charles in Charge                 | Tammy                    | Episodio: "Baby Doll"                                     |
| 1988      | The Bronx Zoo                     | Aimee                    | Episodio: "Behind Closed Doors"                           |
| 1989      | TV 101                            | Estudiante               | Episodio: "Kangaroo Gate"                                 |
| 1992      | Quantum Leap                      | Lynell Walters           | Episodio: " A Song for the Soul - 7 de abril de 1963"     |
| 1993      | Where I Live                      | Dontay                   | Episodios: "Occupant" y "Dontay's Inferno"                |
| 1994      | In the Heat of the Night          | Chelsea Clark            | Episodio: "A Matter of Justice"                           |
| 1995      | Hangin' with Mr. Cooper           | Patrice                  | Episodio: "The Ringer"                                    |
| 1995      | The Brady Bunch Movie             | Danielle                 |                                                           |
| 1995      | On Our Own                        | Loretta                  | Episodio: "The Easy Way"                                  |
| 1995      | Living Single                     | Melody                   | Episodio: "The Ex-File"                                   |
| 1995      | Divas                             | Lynette                  | Película de televisión                                    |
| 1994–1996 | Days of Our Lives                 | Wendy Reardon            |                                                           |
| 1996      | The Wayans Bros                   | Amy                      | Episodio: "Getting It"                                    |
| 1997      | The Pest                          | Xantha Kent              |                                                           |
| 1997      | The Practice                      | Rachel Reynolds          | Episodio: "Piloto"                                        |
| 1995–1998 | Family Matters                    | Greta McClure            | Papel recurrente, 13 episodios                            |
| 1999      | Felicity                          | Tara Owens               | Episodio: "Friends"                                       |
| 1999      | Time of Your Life                 | Casey Casa               | Episodio: "The Time They Had Not"                         |
| 2000      | Playing Mona Lisa                 | Alice                    |                                                           |
| 1999–2000 | Grown Ups                         | Melissa                  | Papel recurrente, 4 episodios                             |
| 2000–2001 | Walker, Texas Ranger              | Erika Carter             | Papel recurrente, 3 episodios                             |
| 2001      | Friends                           | La profesora             | Episodio: "The One with Monica's Boots"                   |
| 2002      | For Your Love                     | Vanessa                  | Episodios: The Friend in Need" y "The Green-Eyed Monster" |
| 2002      | Fastlane                          | Rosaria                  | Episodio: "Things Done Changed"                           |
| 2003      | Love Chronicles                   |                          |                                                           |
| 2003–2004 | Rock Me, Baby                     | Pam Gibson               | 21 episodios                                              |
| 2005      | JAG                               | Teniente Clarize Boyette | Episodio: "Fair Winds and Following Seas"                 |
| 2005      | The Fabric of a Man               | Dominique Majors         |                                                           |
| 2005      | Barbershop                        | Lea Robinson             | Papel recurrente, 3 episodios                             |
| 2006      | Cuts                              | Profesora Duncan         | Episodio: "Adult Education"                               |
| 2005–2007 | According to Jim                  | Señora Crawford          | Papel recurrente, 3 episodios                             |
| 2008      | Just Jordan                       | Crystal                  | Episodios: "Lord of the Pies" y "Boogie Toasties"         |
| 2007–2009 | Lincoln Heights                   | Dana Taylor              | Papel recurrente, 5 episodios                             |
| 2009      | Sherri                            | Celia                    | 13 episodios                                              |
| 2010      | My Girlfriend's Back              | Vanessa                  | Directo a vídeo                                           |
| 2010      | Preacher's Kid                    | Desiree                  |                                                           |
| 2010      | Ghost Whisperer                   | Jacqueline               | Episodio: "The Children's Parade"                         |
| 2010      | Love Chronicles: Secrets Revealed | Asia                     | Directo a vídeo                                           |
| 2010      | Love Me or Leave Me               | Dominique Adams          | Película de televisión                                    |
| 2011      | Switched at Birth                 | Denise                   | Papel recurrente, 3 episodios                             |
| 2012      | To Love and to Cherish            | Jasmine                  | Película de televisión                                    |
| 2012      | Love Overboard                    | Patrice                  | Directo a vídeo                                           |
| 2012      | The Mistle-Tones                  | Grace                    | Película de televisión                                    |
| 2013      | The Client List                   | Karina Lago              | Papel recurrente, 4 episodios                             |
| 2013      | NCIS: Los Angeles                 | Yolanda Campbell         | Episodio: "The Livelong Day"                              |
| 2014      | CSI: Crime Scene Investigation    | Rhonda Briggs            | Episodio: "Keep Calm and Carry-On""                       |
| 2014      | Daddy's Home                      |                          | Película de televisión                                    |
| 2015–2018 | K.C. Undercover                   | Kira Cooper              |                                                           |
| 2015      | Salvando a Grace                  | Ruth Randolph            |                                                           |
| 2015      | Zodiac Sign                       | Victoria                 |                                                           |
| 2016      | The Workout Room                  | Xena                     |                                                           |
| 2016      | Boy Bye                           | Beverly                  |                                                           |